# 三江平原汉魏时期遗址
三江平原汉魏时期遗址位于黑龙江省三江平原中西部，中心区域包括佳木斯市、双鸭山市及下属的友谊县、宝清县、富锦市等市县，现已发现汉魏时期城址、遗址一千余处，其中双鸭山市738处、佳木斯市308处、鸡西市70处、七台河市8处，根据有无防御设施而分为“城址”和“遗址”两类。重要的遗址、城址有凤林城址、炮台山城址、青龙山城址、滚兔岭城址、前董家子古山寨、兴隆山遗址群、仁合遗址群、长胜遗址群、民富遗址群、横岱山古城、城子岭古山城，2001年被列为第五批全国重点文物保护单位。2006年公布第六批全国重点文物保护单位时，位于宝清县的青龙山城址和集贤县的东辉遗址，归入三江平原汉魏时期遗址。